# Противопожарный занавес

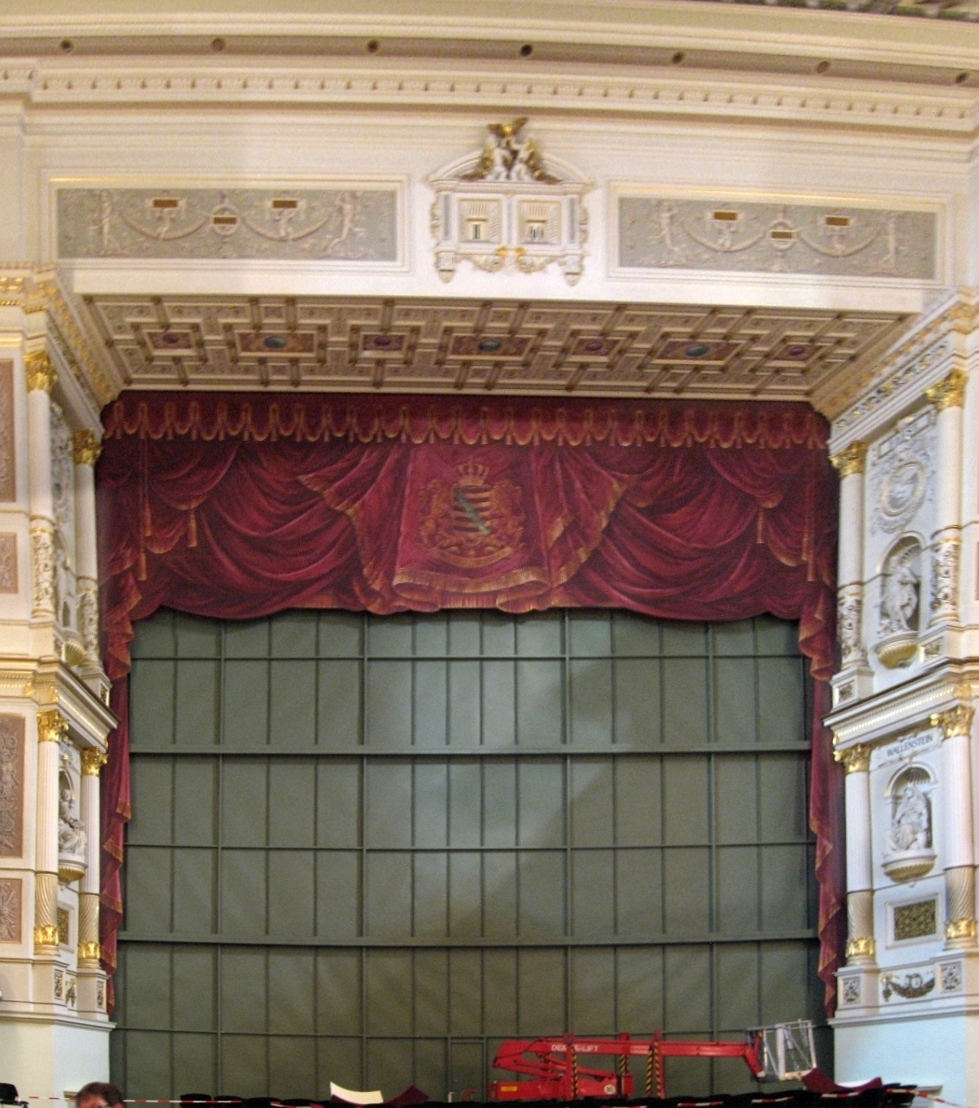
Сцена дрезденской Оперы Земпера, закрытая противопожарным занавесом

Противопожарный занавес (пожарный занавес, противопожарный экран, «железный занавес») — техническое средство, использующееся для заполнения проемов в противопожарных преградах. Наиболее широко известно и имеет наибольшую историю применения в качестве специального театрального занавеса для обеспечения пожарной безопасности. Огнеупорная дымонепроницаемая конструкция с нормируемым пределом огнестойкости, выполненная из негорючих материалов (металл, железобетон, огнеупорная ткань), служит для предотвращения распространения пожара и продуктов горения в течение нормируемого времени.
В России предусматривается использование противопожарных занавесов как в театрах, так и проивзодственных зданиях.

## Развитие пожара
Сцена и прилегающие к ней помещения имеют большое количество горючих материалов (конструкции планшета сцены, трюм, колосники, горючие декорации и бутафория). Пожарная нагрузка в сценическом комплексе достигает 200—350 кг/м² и имеет сильно развитую поверхность.:274
Если пожар возник на сцене, когда портальный проем открыт и закрыты дымовые люки, то возникает угроза распространения огня и дыма в зрительный зал. Практика показывает, что в таких условиях зрительный зал заполняется дымом за 1—2 минуты.:275 При отсутствии противопожарного занавеса интенсивность теплового излучения уже через 30—40 секунд пожара становится опасной для зрителей.:164 С уменьшением вместимости зала время появления опасных факторов пожара уменьшается, и опасность для зрителей появляется раньше.:165

## Конструкция

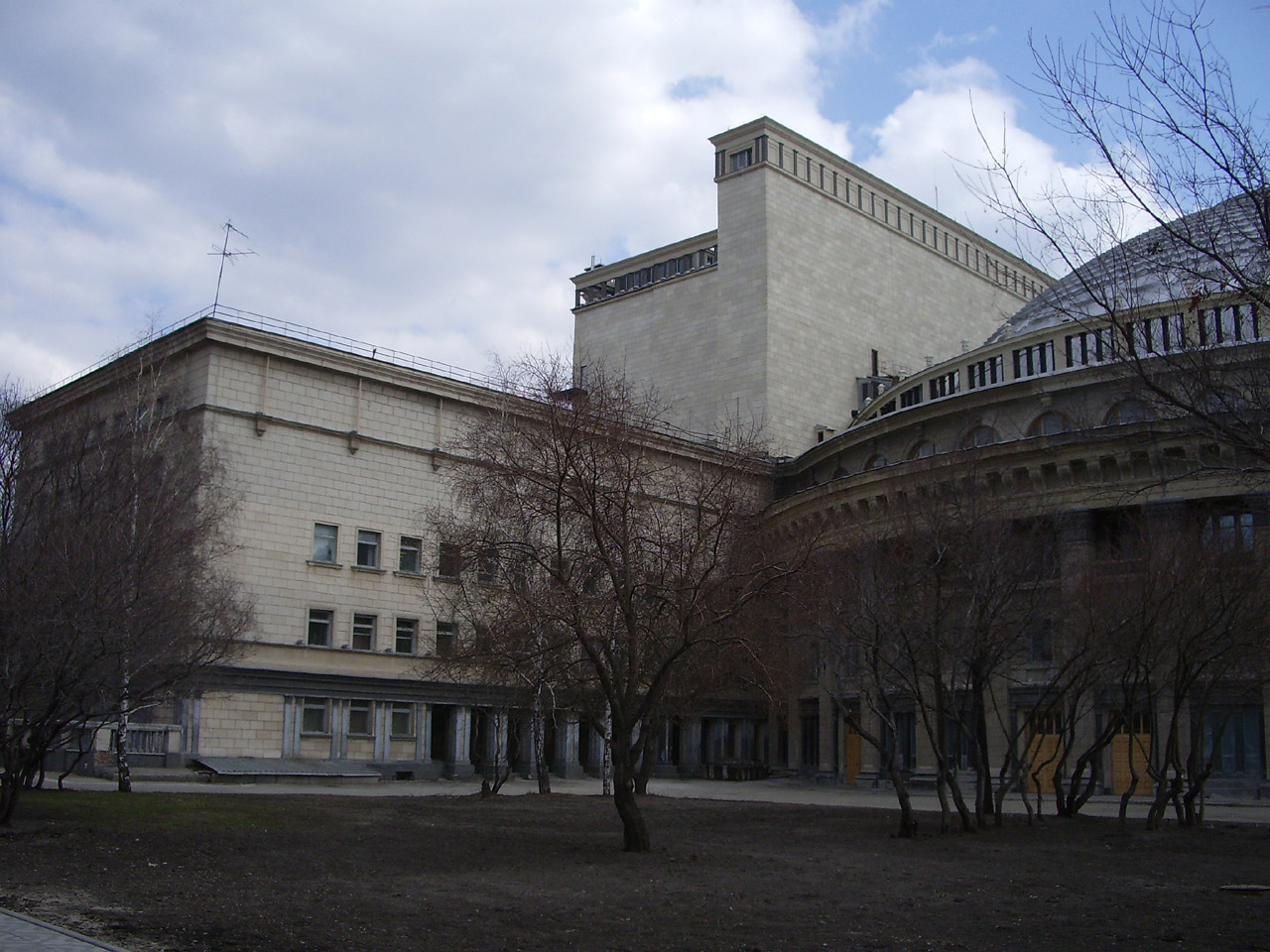
Левое крыло и купол Новосибирского театра оперы и балета. В большой стене находится противопожарный занавес, его высота — более 35 м

Зрелищные предприятия вместимостью 800 мест и более, как правило, представляют архитектурную ценность. В таких зданиях функциональным назначением занавеса является не только обеспечение безопасности эвакуации людей, но и сохранение здания. В зданиях, не представляющих архитектурной ценности, возможно ограничить функциональное назначение занавеса обеспечением эвакуации людей и предотвращением распространения пожара в зрительный зал до боевого развёртывания пожарных подразделений.:165 В залах учреждений культуры вместимостью менее 800 человек, где не имеется противопожарного занавеса, портальный проем должен защищаться дренчерной установкой (водяной завесой).
На планшете сцены должна быть нанесена красная линия, указывающая положение нижнего края противопожарного занавеса. Декорации и другие предметы оформления сцены не должны выступать за эту линию. По окончании спектакля (репетиции) противопожарный занавес должен опускаться. Противопожарный занавес должен плотно примыкать к планшету сцены с помощью песочного затвора (эластичной подушки). Подъемно-пропускной механизм должен обеспечивать скорость опускания занавеса не менее 0,2 м/с.